# Sotajoki (vattendrag, lat 67,81, long 29,14)
Sotajoki är ett vattendrag i Finland.   Det ligger i landskapet Lappland, i den norra delen av landet, 900 km norr om huvudstaden Helsingfors.